# کای (خواننده)
کیم جونگ این (کره‌ای: 김종인؛ زادهٔ ۱۴ ژانویهٔ ۱۹۹۴) که با نام هنری کای (به انگلیسی: Kai) شناخته می‌شود، خواننده، مدل، بازیگر و رقصنده اهل کره جنوبی است. او عضو گروه پسرانهٔ کره‌ای-چینی اکسو، زیرمجموعهٔ اکسو-کی و گروه کره‌ای سوپر ام است. کای در نوامبر ۲۰۲۰، فعالیت انفرادی خود را با انتشار آلبوم چندآهنگه کای آغاز کرد.

## اوایل زندگی و حرفه
کای در ۱۴ ژانویهٔ ۱۹۹۴، در سونچون، استان جولا جنوبی، کره جنوبی زاده شد. او دو خواهر بزرگتر از خود دارد که ۵ و ۹ سال از او بزرگتر هستند. وی از هشت سالگی رقصیدن را آغاز کرد. او در ابتدا به رقص جاز می‌پرداخت، اما بدنبال تماشای بالهٔ فندق شکن، به یادگیری رقص باله روی آورد. وی پس از پیوستن به اس.ام. اینترتینمنت، آموختن رقص هیپ هاپ را آغاز کرد. کای در فوریهٔ ۲۰۱۲، از دبیرستان هنرهای نمایشی سئول فارغ‌التحصیل شد.
کای در ۳۰ نوامبر ۲۰۲۰ نخستین آلبوم چندآهنگه خود را با نام کای منتشر کرد.

## ترانه‌شناسی

### آلبوم‌های چندآهنگه
| عنوان | جزئیات                                                                                | بهترین موقعیت جدول | بهترین موقعیت جدول | بهترین موقعیت جدول | بهترین موقعیت جدول | فروش                        | گواهی‌نامه‌ها        |
| عنوان | جزئیات                                                                                | کره جنوبی          | ژاپن               | آمریکا             | آمریکا جهانی       | فروش                        | گواهی‌نامه‌ها        |
| ----- | ------------------------------------------------------------------------------------- | ------------------ | ------------------ | ------------------ | ------------------ | --------------------------- | ------------------ |
| کای   | - انتشار: ۳۰ نوامبر ۲۰۲۰ - ناشر: اس‌ام انترتینمنت - فرمت: سی‌دی، دانلود دیجیتال، استریم | ۳                  | —                  | ۷                  | ۱۱                 | - KOR: 359,563              | - کی‌ام‌سی‌ای: پلاتین |
| پیچز  | - انتشار: ۳۰ نوامبر ۲۰۲۱ - ناشر: اس‌ام انترتینمنت - فرمت: سی‌دی، دانلود دیجیتال، استریم | ۲                  | ۱۴                 | —                  | —                  | - KOR: 265,201 - JPN: 6,710 | - کی‌ام‌سی‌ای: پلاتین |
| روور  | - انتشار: ۱۳ مارس ۲۰۲۳ - ناشر: اس‌ام انترتینمنت - فرمت: سی‌دی، دانلود دیجیتال، استریم   | ۱                  | ۱۲                 | —                  | —                  | - KOR: 247,222 - JPN: 4,055 |                    |

### تک‌آهنگ‌ها
| سال  | عنوان       | خواننده                                                         | آلبوم                                       | بالاترین موقعیت در جدول |
| سال  | عنوان       | خواننده                                                         | آلبوم                                       | کره                     |
| سال  | عنوان       | خواننده                                                         | آلبوم                                       | گائون                   |
| ---- | ----------- | --------------------------------------------------------------- | ------------------------------------------- | ----------------------- |
| ۲۰۱۲ | «مکس‌استپ»   | کای و لوهان به‌همراه یونیک یونیت (ته‌مین، این‌هیوک، هیویون و هنری) | پی‌وای‌ال یونیک جلد ۱ - انتشار: ۱۸ اکتبر ۲۰۱۲ | —                       |
| ۲۰۱۴ | «پسر خوشگل» | ته‌مین و کای                                                     | آس - انتشار: ۱۸ اوت ۲۰۱۴                    | ۳۳                      |
| ۲۰۱۴ | «نفس عمیق»  | کای                                                             | اکسولوژی فصل اول: سیارهٔ گمشده               | —                       |

## فیلم‌شناسی
| سال  | عنوان                      | نقش         | شبکه       | توضیحات         |
| ---- | -------------------------- | ----------- | ---------- | --------------- |
| ۲۰۱۲ | به زیبایی تو               | خودش        | اس‌بی‌اس     | به‌همراه اکسو-کی |
| ۲۰۱۵ | همسایه بغلی اکسو           | کای         | ناور تی‌وی  |                 |
| ۲۰۱۶ | چوکو بانک                  | کیم این-هنگ | ناور تی وی | نقش اصلی        |
| ۲۰۱۶ | اولین بوسه برای هفتمین بار | کای         | ناور تی وی | نقش اصلی        |
| ۲۰۱۷ | به آرامی                   | شی کیونگ    | کی بی اس   | نقش اصلی        |
| ۲۰۱۸ | معجزه ای که ملاقات کردیم   | آتو         | کی بی اس   | نقش فرعی        |
| ۲۰۱۸ | بهار اومده                 | لی جی وون   | wowow      | نقش فرعی        |